# Henri Emmanuel Wauwermans
Pour les articles homonymes, voir Wauwermans.
Henri Emmanuel Wauwermans (né le 22 mai 1825 à Bruxelles, décédé le 29 octobre 1902 à Saint-Josse-ten-Noode) est un lieutenant-général et géographe belge. Il est le fils de Jean-François Wauwermans, bourgmestre de Saint-Josse-ten-Noode et de Reine Françoise Ottevaere.

## Biographie
Henri Wauwermans étudie à l'École centrale du commerce et de l'industrie, où il se découvre une passion pour l'histoire et la géographie, avant de rejoindre l'École royale militaire en 1843 ; il y décrochera son diplôme en 1847 et commence une carrière militaire, d'abord au sein de l'école, avant d'exercer des fonctions de commandement à Anvers dès 1860.
À partir de 1866, parallèlement à celle-ci, il effectuera des publications scientifiques dans les domaines de l'art militaire, puis de la géographie.

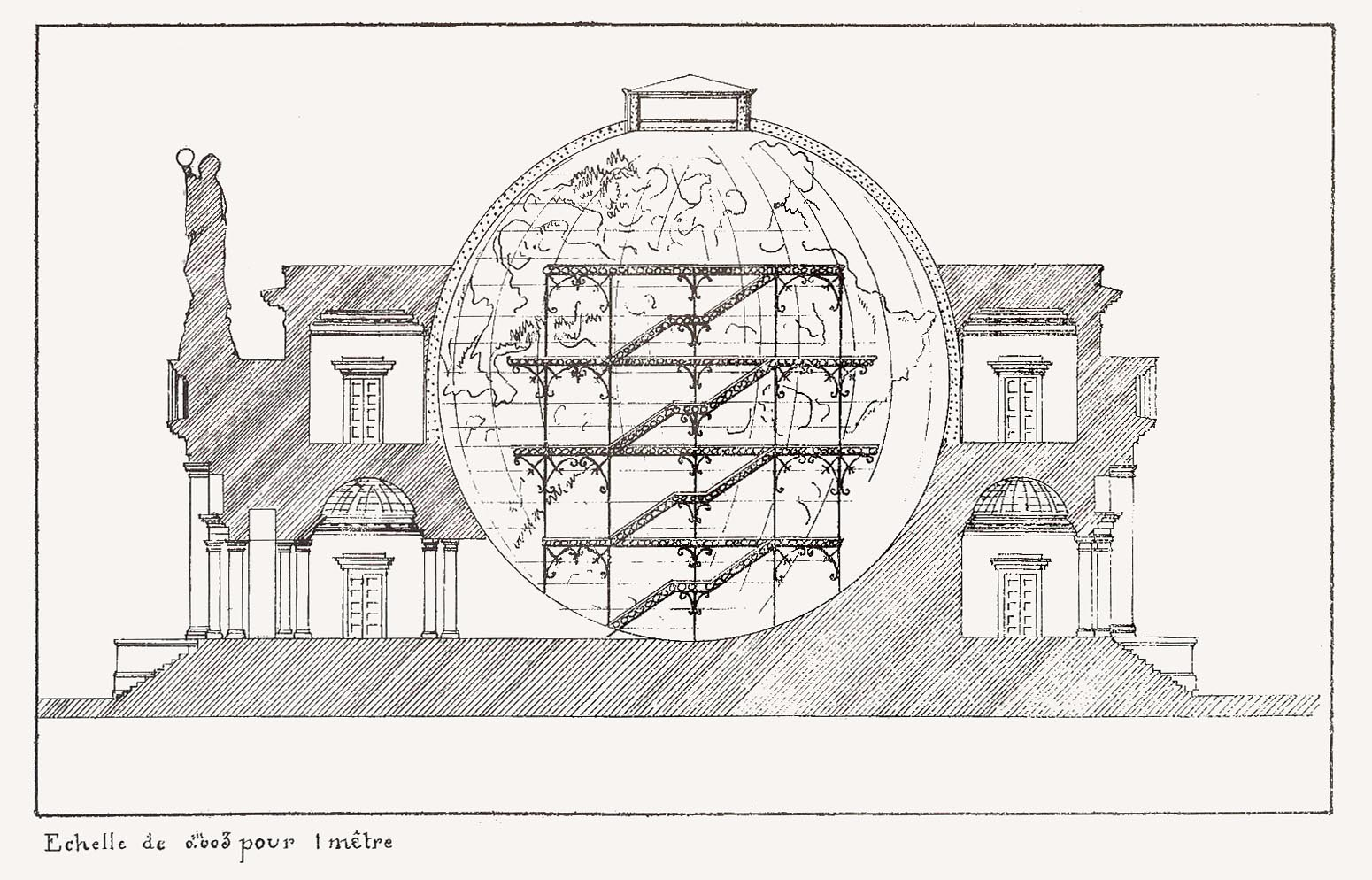
Henri Emmanuel Wauwermans, Projet de monument à Ortelius (1877).

Il fut le premier président de la Société royale belge de géographie, de 1877 à 1896,.
En 1879, il reçoit le journaliste et explorateur anglais Henry Morton Stanley.
Les Îles Wauwermans sont nommées en son honneur, en remerciement de la souscription qu'il lança pour financer l'Expédition antarctique belge qui cartographia ces îles.
Également féru d'archéologie, il participe à l'Académie d'archéologie d'Anvers.
Il prend sa retraite militaire en 1888, et accède alors au grade honoraire de lieutenant-général.

## Ses écrits
Articles sur l'art militaire
- Mines militaires. Étude sur la science des mines et les effets dynamiques de la poudre (1868) ;
- Applications nouvelles de la science et de l'industrie à l'art de la guerre. Télégraphie militaire.
- Aérostation. Éclairage de guerre. Inflammation des mines (1869) ;
- Les machines infernales dans la guerre de campagne in Conférences militaires belges (1870) ;
- Organisation des chemins de fer au point de vue militaire (1876) ;
- La fortification de Nicolo Tartaglia (1877) ;
- Étude sur la théorie des brèches par la mine (1876) ;
- Du gouvernement des places de guerre (1877) ;
- Les architectes militaires flamands au XVIe siècle (1878) ;
- Les citadelles du Sud et du Nord d'Anvers (1880) ;
- Albert Dürer et son œuvre militaire (1880) ;
- Application des règles de la mobilisation aux places fortes (1884) ;
- Napoléon et Carnot. Épisode de l'histoire militaire d'Anvers [1803, 1815] (1888).

Articles géographiques
- La mer libre du pôle (1879) ;
- Une colonie néerlandaise : New-York et la Nouvelle-Belgique (1880) ;
- Les explorateurs belges en Afrique (1880) ;
- L'orthographe et les dénominations géographiques au Congrès de Venise (1882) ;
- Les prémices de l'œuvre d'émancipation africaine : Liberia. Histoire de la fondation d'un État nègre libre (1885) ;
- La carte du monde au millionième au Congrès de Londres de 4895 (1896) ;
- La conquête des pôles. À propos de l'expédition de Gerlache (1900).

Ouvrages sur l'histoire de la géographie
- Introduction à l'histoire de l'École cartographique belge et anversoise du XVIe siècle (1890) ;
- Histoire de l'École cartographique belge et anversoise du XVIe siècle, 2 volumes (1895).